# Dichagyris wolfi
Dichagyris wolfi là một loài bướm đêm trong họ Noctuidae.